# Daniel Ludwig Wallis
Daniel Ludwig Wallis (* 19. April 1792 in Hameln; † 21. Februar 1836 in Lüneburg) war ein deutscher Notar und Schriftsteller.

## Leben
Wallis wurde als Sohn des Hamelner Arztes Ernst Christian Wallis geboren. 1800 wurde sein Vater Stadtchirurg in Lüneburg, wo Daniel Ludwig dann aufwuchs und das Johanneum besuchte. Im Oktober 1810 immatrikulierte Wallis sich an der Universität Göttingen und studierte dort Rechtswissenschaften. Noch im gleichen Jahr beteiligte er sich an den Befreiungskriegen. Wohl Ende 1813 kehrte er nach Göttingen zurück und wurde Mitglied des Corps Hannovera Göttingen. Im gleichen Jahr veröffentlichte er das Buch Der Göttinger Student über das Studium in Göttingen, das als früher Studienführer noch heute als „Musterstück verständlich argumentierenden Stils“ gilt. Der VI. Abschnitt: Gebräuchlichste Ausdrücke und Redensarten der Göttinger Studenten ist ein Wörterbuch der Burschensprache um 1813. Nach Abschluss des Studiums kehrte er zu einem nicht genau feststellbaren Zeitpunkt zwischen 1813 und 1818 nach Lüneburg zurück und wurde dort Rechtsanwalt und Notar. Ab 1826 gab er die Juristische Zeitung für das Königreich Hannover heraus.

## Werke
- Der Göttinger Student, oder Bemerkungen, Rathschläge und Belehrungen über Göttingen und das Studentenleben auf der Georgia Augusta, Vandenhoeck und Ruprecht, Göttingen 1813, Digitalisat
- Almanach der Georg-Augusts-Universität zu Göttingen für das Jahre 1821, Lüneburg 1821
- Almanach der Georg-Augusts-Universität zu Göttingen für das Jahre 1822, Lüneburg 1822
- Almanach der Georg-Augusts-Universität zu Göttingen für das Jahre 1823, Lüneburg 1823
- Juristische Zeitung für das Königreich Hannover, 1826 ff. (hrsg. gemeinsam mit E. Schlüter)
- Abriss der Reformations-Geschichte Lüneburg's und Beiträge zur Geschichte der Kirchen, Klöster, Capellen und Schulen der Stadt, auch Nachricht von den bislang allda gefeierten evangelischen Säcularfesten, Herold und Wahlstab, Lüneburg 1831, Digitalisat